# ريبيرا دو أمبارو
ريبيرا دو أمبارو بلدية في ولاية باهيا في المنطقة الشمالية الشرقية من البرازيل.